# Ana Bola
Ana Maria Bela dos Santos Simões (Lisboa, 2 de junho de 1952), mais conhecida por Ana Bola, é uma atriz e argumentista portuguesa.

## Carreira
Frequentou o Lycée Français Charles Lepierre e terminou o curso de Secretariado do Instituto Superior de Línguas e Administração, em Lisboa. Fazia teatro amador quando conheceu o ator Henrique Viana, que a levou a estrear-se no Teatro Adóque, com a revista 1926, Noves Fora Nada (1979). Tem várias participações no programa de televisão O Fungagá da Bicharada (1976).
Em 1977, integrou o conjunto Os Amigos, ao lado de Paulo de Carvalho, Luisa Basto, Fernando Tordo, Eduardo Silva e Fernando Piçarra, que vencem o Festival RTP da Canção desse ano. Também faz parte dos Jagunços Do Ritmo, idealizados por Júlio Isidro,  que fazem um disco de humor com rábulas dedicadas a Gabriela e a Tonico Bastos.
Em 198,  fez parte do coro da canção "Playback", de Carlos Paião, vencedora do Festival RTP da Canção desse ano, que representaria Portugal no Festival Eurovisão da Canção 1981, realizado em Dublin, na Irlanda.
Ana Bola foi popularizada pela televisão em várias produções de Júlio Isidro como O Passeio dos Alegres (1981), Festa É Festa (1982), A Festa Continua (1983) e Arroz Doce (1985).
Substituiu Luís Filipe Barros na apresentação do programa Rock em Stock da Rádio Comercial. Em 1985, aparece no coro do disco Desculpem Qualquer Coisinha, de Paulo de Carvalho.
Em 1987 iniciou, com Humor de Perdição, uma longa colaboração com Herman José. Uma das personagens era a conhecida Pureza.
Foi uma das apresentadora do programa Chá das Cinco. Participa no programa Parabéns, de Herman José onde protagonizava com Victor de Sousa a dupla Dora e Dário.
Em 1993, protagoniza a série Os Bonecos da Bola, da RTP. Em 1994, é estreada a série A Mulher do Senhor Ministro, onde fazia de Lola Rocha. Mais tarde, haveria de retomar a temática nas as séries A Senhora Ministra (2000) e A Mãe do Senhor Ministro (2013).
Na rádio, é um dos "cromos TSF" onde utiliza a sua personagem Pureza.
Em 2008, junta-se a Maria Rueff no grande sucesso VIP Manicure, da SIC. Ainda em 2008, foi homenageada com uma estrela no Muro da Fama - Nirvana Studios. 
Em 2022, protagoniza a telenovela Rua das Flores, para a TVI, no papel de Tília.

## Televisão
| Ano         | Projeto                                | Papel                                    | Notas                                               | Canal |
| ----------- | -------------------------------------- | ---------------------------------------- | --------------------------------------------------- | ----- |
| 1976        | Fungagá da Bicharada                   | Vários Papéis                            | Programa de televisão, apresentado por Júlio Isidro | RTP1  |
| 1981        | O Passeio dos Alegres                  | Vários Papéis                            | Programa de televisão, apresentado por Júlio Isidro | RTP1  |
| 1985        | Arroz Doce                             | Vários Papéis                            | Programa de televisão, apresentado por Júlio Isidro | RTP1  |
| 1987 - 1988 | Humor de Perdição                      | Pureza Madredeus Teixeira da Cunha       | Elenco Principal                                    | RTP1  |
| 1988        | Lá em Casa Tudo Bem                    | Jornalista                               | Pequena Participação                                | RTP1  |
| 1988 - 1989 | Passerelle                             | Leonor Pessoa                            | Elenco Principal                                    | RTP1  |
| 1989        | Casino Royal                           | Maria Celeste Royal                      | Protagonista                                        | RTP1  |
| 1990        | Crime na Pensão Estrelinha             | Célia                                    | Especial Fim de Ano                                 | RTP1  |
| 1993 - 1994 | Os Bonecos da Bola                     | Vários Papéis                            | Protagonista                                        | RTP1  |
| 1994 - 1997 | A Mulher do Senhor Ministro            | Maria Aurora da Silva Rocha «Lola Rocha» | Protagonista                                        | RTP1  |
| 1995        | Tudo ao Molho e Fé em Deus             | Madame Ferreira                          | Pequena Participação                                | RTP1  |
| 1995        | Cabaret                                | Vários Papéis                            | Pequena Participação                                | RTP1  |
| 1997        | As Lições do Tonecas                   |                                          | Pequena Participação                                | RTP1  |
| 1998        | Não Há Duas Sem Três                   | Amélia                                   | Pequena Participação                                | RTP1  |
| 1998        | Nós os Ricos                           | Maria Aurora da Silva Rocha «Lola Rocha» | Pequena Participação                                | RTP1  |
| 1998        | Débora                                 | Débora                                   | Protagonista                                        | RTP1  |
| 1999        | O Fura-Vidas                           | São                                      | Pequena Participação                                | SIC   |
| 2000        | A Senhora Ministra                     | Maria Aurora da Silva Rocha «Lola Rocha» | Ptrotagonista                                       | RTP1  |
| 2000        | Jornalistas                            | Marlene                                  | Pequena Participação                                | SIC   |
| 2001        | Querida Mãe                            | Elvira                                   | Telefilme                                           | SIC   |
| 2001        | Odisseia na Tenda                      | Vários Papéis                            | Especial Fim de Ano                                 | SIC   |
| 2002        | A Minha Sogra É uma Bruxa              | Deolinda                                 | Pequena Participação                                | RTP1  |
| 2002        | O Fabuloso Destino de Diácono Remédios |                                          | Ao lado de Herman José                              | SIC   |
| 2000 - 2006 | HermanSIC                              | Vários Papéis                            | Elenco Principal                                    | SIC   |
| 2004        | Papéis ReSIClados                      | Vários Papéis                            | Elenco Principal                                    | SIC   |
| 2006 - 2007 | Jura                                   | Glória Costa                             | Elenco Principal                                    | SIC   |
| 2007        | Hora H                                 | Vários Papéis                            | Elenco Principal                                    | SIC   |
| 2008 - 2009 | VIP Manicure                           | Denise Magalhães                         | Protagonista                                        | SIC   |
| 2011        | Fim de Ano - Relatório de Contas       | Vários Papéis                            | Especial Fim de Ano                                 | RTP1  |
| 2011 - 2012 | Estado de Graça                        | Vários Papéis                            | Elenco Principal                                    | RTP1  |
| 2012        | 13 Badaladas                           | Vários Papéis                            | Especial Fim de Ano                                 | RTP1  |
| 2013        | A Mãe do Senhor Ministro               | Maria Aurora da Silva Rocha «Lola Rocha» | Protagonista                                        | RTP1  |
| 2015 - 2019 | Donos Disto Tudo                       | Vários Papéis                            | Elenco Principal                                    | RTP1  |
| 2016        | Nelo e Idália                          | Mariana Percebes                         | Atriz Convidada                                     | RTP1  |
| 2016        | Coração d'Ouro                         | Ela Própria                              | Pequena Participação                                | SIC   |
| 2016        | A culpa é do Ronaldo                   | Ela Própria                              | Programa com sketches                               | RTP1  |
| 2018        | 1986                                   | Conceição                                | Elenco Principal                                    | RTP1  |
| 2022        | Rua das Flores                         | Tília                                    | Protagonista                                        | TVI   |
| 2022        | Festa É Festa                          | Tília                                    | Pequena Participação                                | TVI   |

### Argumentista
- Os Bonecos da Bola (1993/1994) RTP
- A Mulher do Senhor Ministro (1994/1997) RTP
- Tudo ao Molho e Fé em Deus (1995) RTP
- A Senhora Ministra (2000) RTP
- VIP Manicure (2008/2009) SIC
- A Mãe do Senhor Ministro (2013) RTP

## Teatro
- 1979 - 1926, Noves Fora Nada - Teatro Ádóque[4]
- 2015 - Ana Bola sem Filtro - Teatro Villaret/Digressão[8]
- 2019 - Casal da Treta - Teatro Villaret[9]

## Filmografia Seleccionada
Fez parte dos elencos dos filmes:
- 1983 - Sem Sombra de Pecado, do realizador José Fonseca e Costa
- 1990 - Herman Circus
- 1990 - Crime na pensão Estrelinha, do realizador Fernando Ávila
- 1995 - Adão e Eva, do realizador Joaquim Leitão
- 1998 - Não Se Paga! Não Se Paga!
- 2001 - Querida Mãe, do realizador José Sacramento
- 2003 - O Fascínio, do realizador José Fonseca e Costa

## Publicidade
- Continente (1997)
- MultiÓpticas (2009/2015)

## Prémios
| Ano  |                                         | Categoria                           | Trabalho                 | Resultado |
| ---- | --------------------------------------- | ----------------------------------- | ------------------------ | --------- |
| 2011 | Troféus TV 7 Dias                       | Humor - Melhor Atriz/Humorista      | Companhia das Manhãs     | Indicado  |
| 2012 | Troféus TV 7 Dias                       | Humor - Melhor Atriz/Humorista      | Estado de Graça          | Indicado  |
| 2013 | Troféus TV 7 Dias                       | Humor - Melhor Atriz/Humorista      | Estado de Graça          | Indicado  |
| 2014 | Troféus TV 7 Dias                       | Humor - Melhor Atriz/Humorista      | A Mãe do Senhor Ministro | Indicado  |
| 2014 | Prémios Lumen                           | Atriz de Comédia da Ficção da RTP   |                          | Venceu    |
| 2015 | Troféus TV 7 Dias                       | Prémio Carreira                     |                          | Venceu    |
| 2016 | Troféus TV 7 Dias                       | Humor - Melhor Ator/Atriz/Humorista | Donos Disto Tudo         | Indicado  |
| 2024 | Troféu Artes Cénicas do Finalmente Club |                                     |                          | Venceu    |